# 卡爾諾巴特

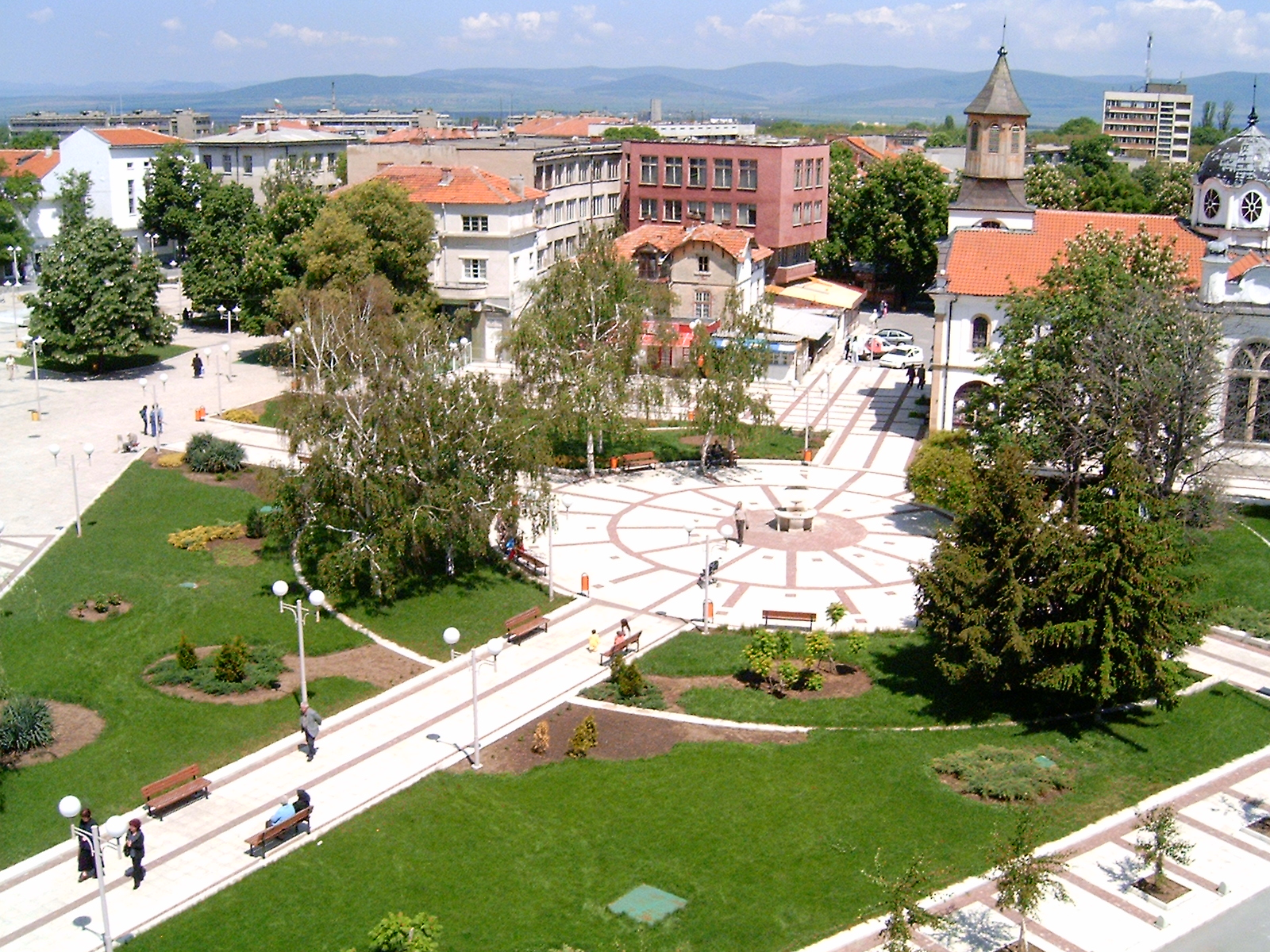

卡爾諾巴特是保加利亞的城鎮，位於該國東南部，距離首府布爾加斯50公里，由布爾加斯州負責管轄，海拔高度262米，主要經濟活動是農業，2009年人口18,480。

## 外部連結
- （英文） Karnobat region
- Karnobat's Discussion Board